# 弗赖恩哈根
弗赖恩哈根（德語：Freienhagen）是德国图林根州的市镇，隶属于艾希斯费尔德县。总面积为4.11平方千米，截至2023年12月31日总人口为289人。